# The Great British Bake Off
The Great British Bake Off er et britisk bagekonkurrence tv-program, der blev sendt først den 17. august 2010. Ligesom i danske version af programmet, Den store bagedyst, er det også den samme konkurrence, hvor en gruppe amatørbagere skal forsøge at imponere to smagsdommere med deres bageværk. 

## Værter og dommere
| Sæson | Værter        | Værter              | Dommere        | Dommere    |
| ----- | ------------- | ------------------- | -------------- | ---------- |
| 1     | Sue Perkins   | Mel Giedroyc        | Paul Hollywood | Mary Berry |
| 2     | Sue Perkins   | Mel Giedroyc        | Paul Hollywood | Mary Berry |
| 3     | Sue Perkins   | Mel Giedroyc        | Paul Hollywood | Mary Berry |
| 4     | Sue Perkins   | Mel Giedroyc        | Paul Hollywood | Mary Berry |
| 5     | Sue Perkins   | Mel Giedroyc        | Paul Hollywood | Mary Berry |
| 6     | Sue Perkins   | Mel Giedroyc        | Paul Hollywood | Mary Berry |
| 7     | Sue Perkins   | Mel Giedroyc        | Paul Hollywood | Mary Berry |
| 8     | Noel Fielding | Sandi Toksvig       | Paul Hollywood | Prue Leith |
| 9     | Noel Fielding | Sandi Toksvig       | Paul Hollywood | Prue Leith |
| 10    | Noel Fielding | Sandi Toksvig       | Paul Hollywood | Prue Leith |
| 11    | Noel Fielding | Matt Lucas          | Paul Hollywood | Prue Leith |
| 12    | Noel Fielding | Matt Lucas          | Paul Hollywood | Prue Leith |
| 13    | Noel Fielding | Matt Lucas          | Paul Hollywood | Prue Leith |
| 14    | Noel Fielding | Ikke offentliggjort | Paul Hollywood | Prue Leith |